# 施托克姆
施托克姆是德国莱茵兰-普法尔茨州的一个市镇。总面积3.97平方公里，总人口83人，其中男性38人，女性45人（2011年12月31日），人口密度21人/平方公里。